# Kalalé
Kalalé – miasto w Beninie, w departamencie Borgou. Położone jest około 450 km na północ od stolicy kraju, Porto-Novo. W spisie ludności z 11 maja 2013 roku liczyło 35 513 mieszkańców.